# Međeđa (Višegrad)
Pour les articles homonymes, voir Međeđa.
Međeđa (en serbe cyrillique : Међеђа) est un village de Bosnie-Herzégovine. Il est situé dans la municipalité de Višegrad et dans la république serbe de Bosnie. Selon les premiers résultats du recensement bosnien de 2013, il compte 171 habitants.

## Géographie
Međeđa est située sur les bords de la Drina.

## Démographie

### Évolution historique de la population dans la localité
| 1948 | 1953 | 1961 | 1971 | 1981 | 1991 | 2013 |
| ---- | ---- | ---- | ---- | ---- | ---- | ---- |
| -    | -    | 918  | 757  | 680  | 387  | 171  |

|  |

### Communauté locale
En 1991, la communauté locale de Međeđa comptait 1 396 habitants, répartis de la manière suivante :